# حمى (حماية البيئة)
عُرفت الحِمى في القرآن على أنها «مرعى خاص»، وقد أُشير إلى هذا المُصطلح مُباشرةً في صحيح البخاري، المُجلد الأول، حديث نبوي رقم 49،
عَنْ النُّعْمَانِ بْنِ بَشِيرٍ  قَالَ: سَمِعْتُ رَسُولَ اللَّهِ صلى الله عليه وسلم يَقُولُ وَأَهْوَى النُّعْمَانُ بِإِصْبَعَيْهِ إِلَى أُذُنَيْهِ: «إِنَّ الْحَلَالَ بَيِّنٌ، وَإِنَّ الْحَرَامَ بَيِّنٌ، وَبَيْنَهُمَا مُشْتَبِهَاتٌ، لَا يَعْلَمُهُنَّ كَثِيرٌ مِنَ النَّاسِ، فَمَنِ اتَّقَى الشُّبُهَاتِ، فَقَدِ اسْتَبْرَأَ لِدِينِهِ وَعِرْضِهِ، وَمَنْ وَقَعَ فِي الشُّبُهَاتِ وَقَعَ فِي الْحَرَامِ، كَالرَّاعِي يَرْعَى حَوْلَ الْحِمَى، يُوشِكُ أَنْ يَقَعَ فِيهِ، أَلَا وَإِنَّ لِكُلِّ مَلِكٍ حِمًى، أَلَا وَإِنَّ حِمَى اللَّهِ مَحَارِمُهُ، أَلَا وَإِنَّ فِي الْجَسَدِ مُضْغَةً، إِذَا صَلَحَتْ، صَلَحَ الْجَسَدُ كُلُّهُ، وَإِذَا فَسَدَتْ فَسَدَ الْجَسَدُ كُلُّهُ، أَلَا وَهِيَ الْقَلْبُ». مُتَّفَقٌ عَلَيْهِ.
الحِمى «وهي المنطقة المُحرمة» حيثُ يُشير إلى منطقة مُخصصة للحفاظ الثروة الطبيعية، أي عادةً الحقول والحياة البرية والغابات – على العكس من مُصطلح (الحَرَم)، حيث يشير بشكل مباشر وواضح إلى الأغراض والأهداف الإنسانية.
لدى المُسلم التزام مُحدد في الإشراف على الطبيعة، ويُقال إن كل نوعِ من الحيوانات هو «أُمته». «البشر هم مُمثلوا الله على الأرض، هذا يعني أنه إذا لم يتم تكليفهم بالمُحافظة على العالم، أو الإطاحة به، فعليهم على الأقل أن لا يدمروه.» بالتالي كان اختيار (حِمى) اختيارًا دينيًا، عوضًا عن كونها إلزامًا مُجتمعيًا، وكثيرًا ما شرعه العُلماء وقاموا به.
هُناك خمسةُ أنواعٍ للحِمى:
1. المناطق التي يُحرم فيها رعي الحيوانات الأليفة.
2. المناطق التي يقتصر فيها الرعي على مواسم مُحددة.
3. محميات رعاية أو تربية النحل حيث يمنع الرعي خلال فترة الازدهار.
4. مناطق الغابات التي يُحرم فيها قطع الأشجار.
5. إدارة محميات توفر رفاهيات لبلدة، أو قرية، أو قبيلة معينة (انظر أيضًا حَرَم، على الرغم من أن المُصطلح يشير عادةً إلى تدابير حماية المياه).

هناك أمثلة جيدة لـ(حِمى) في الشرق الأوسط، بعضها تم تبنيه من قِبل نبي الإسلام محمد.
حسبَ قاموس المعاني فإنَّ الحِمَى هي المَوْضِع الَّذي يُحْمَى ويُدَافَعُ عَنْهُ كَالدَّارِ وَالْمَرْعَى وَمَا إلَى ذَلِكَ، ولاَ حِمَى إلاَّ لِلَّهِ وَلِرَسُولِهِ محمد.